# المجلس العالمي للسفر والسياحة
المجلس العالمي للسفر والسياحة (WTTC) منتدى لصناعة السفر والسياحة. وهي مؤلفة من أعضاء من مجتمع الأعمال العالمي وتعمل مع الحكومات لزيادة الوعي حول صناعة السفر والسياحة. ومن المعروف أنه المنتدى الوحيد لتمثيل القطاع الخاص في جميع أنحاء الصناعة في جميع أنحاء العالم. وتشمل أنشطتها البحث في التأثير الاقتصادي والاجتماعي للصناعة وتنظيم مؤتمرات القمة العالمية والإقليمية التي تركز على القضايا والتطورات ذات الصلة بالصناعة.